# Porträtt av en ung kvinna med huvudduk
Porträtt av en ung kvinna med huvudduk är en oljemålning av den flamländske konstnären Rogier van der Weyden. Den målades omkring 1440 och ingår sedan 1908 i samlingarna på Gemäldegalerie i Berlin. 
Målningen är van der Weydens äldsta kända porträtt, troligen utfört när han var bosatt i Bryssel där han från 1435 var stadsmålare. Han var en ansedd porträttmålare som även porträtterade kungligheter. Gemäldegaleries tyska titel är Bildnis einer jungen Frau mit Flügelhaube. Det sista ordet, "Flügelhaube", kan också översättas till det mer specifika, men på svenska ovanliga ordet "vinghuva".
Det finns många likheter mellan denna tavla och ett verk som konstnären utförde cirka 20 år senare, Porträtt av en dam (cirka 1460). Båda visar en kvinna med högt hårfäste i enlighet med dåtidens mode som är avbildad mot en svart avskalad bakgrund. Men till skillnad från det porträttet möter kvinnan här betraktarens blick och ger därmed ett betydligt livligare och intimare intryck. Hennes vita dok indikerar att hon är gift och hennes relativt enkla kläder att hon tillhör medelklassen. Dessa ledtrådar har föranlett spekulationer om att den porträtterade i själva verket är konstnärens hustru Elisabeth Goffaerts. van der Weyden var influerad av den några år äldre konstnären Jan van Eyck som porträtterat sin fru på liknande sätt. En annan inspiration bör vara En kvinna, ett porträtt utfört av hans lärare Robert Campin (se bildgalleri). 

## Relaterade målningar

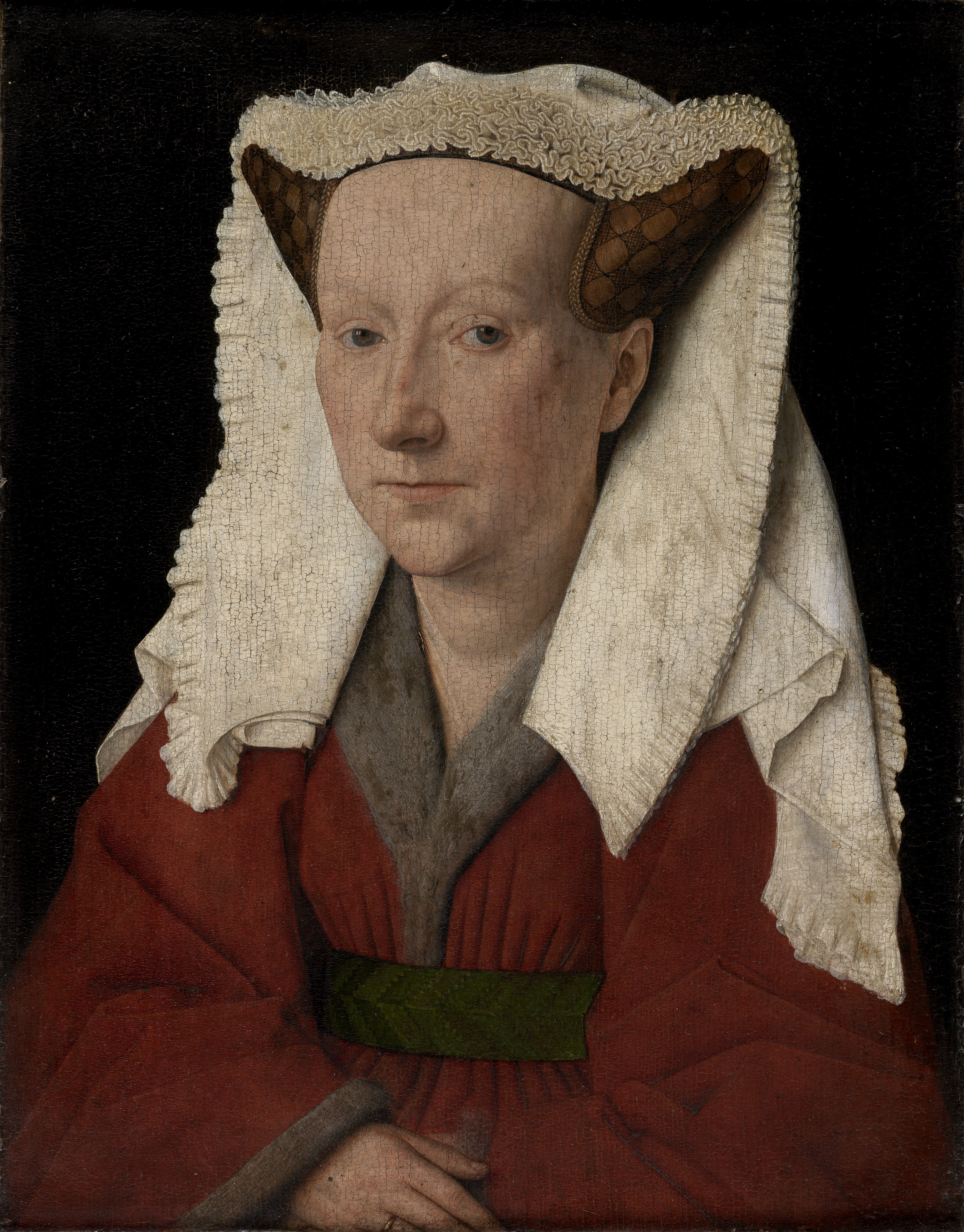
Jan van Eyck, Porträtt av Margareta van Eyck (1439), Groeningemuseum i Brygge.
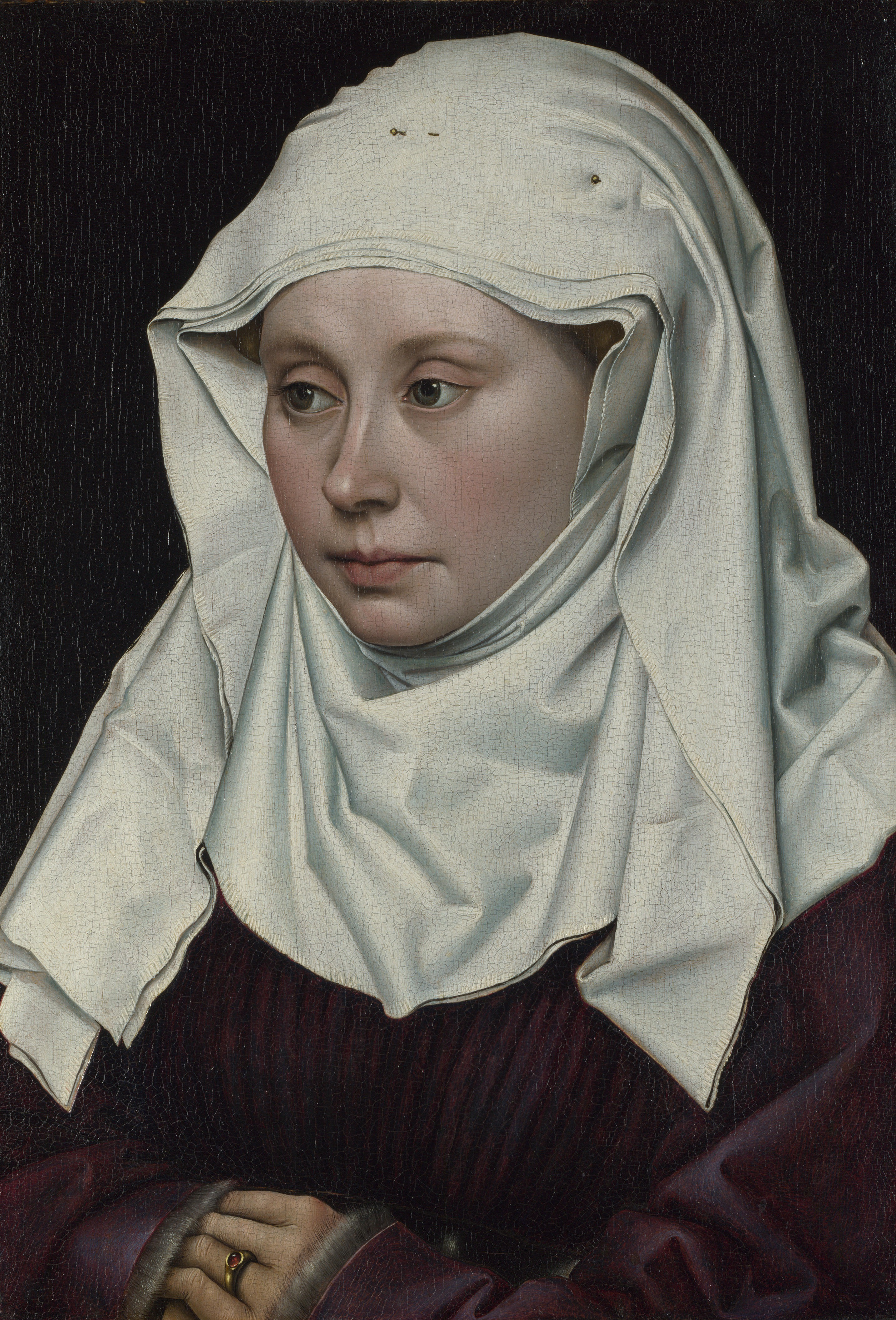
Robert Campin, En kvinna (cirka 1435), National Gallery.
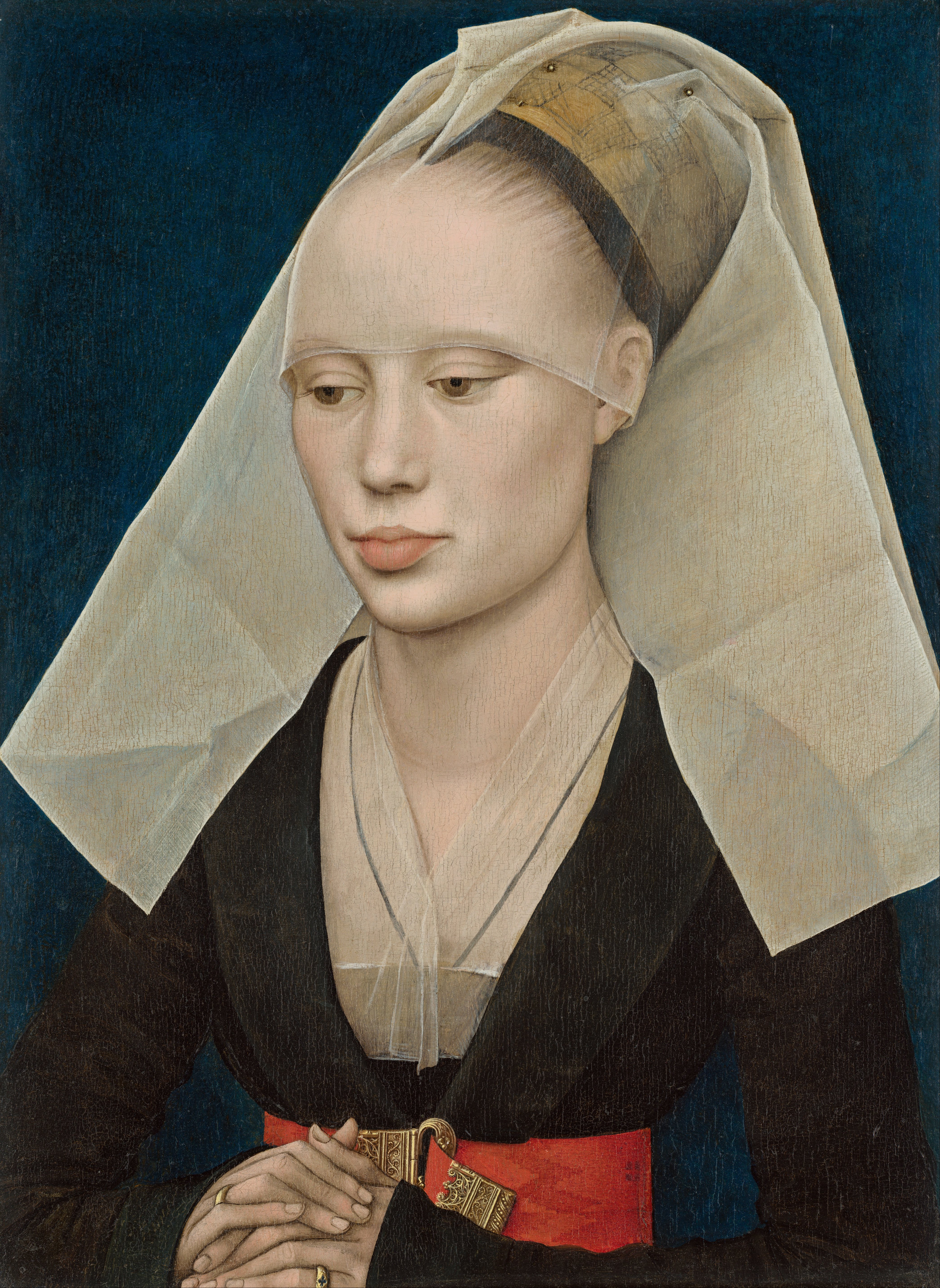
Rogier van der Weyden, Porträtt av en dam (cirka 1460), National Gallery of Art.